# Luís Paulo Alves
Luís Paulo de Serpa Alves (ur. 19 września 1961 w Horcie) – portugalski ekonomista i polityk związany z Azorami, od 2009 do 2014 poseł do Parlamentu Europejskiego.

## Życiorys
Uzyskał licencjat z dziedziny organizacji i zarządzania przedsiębiorstwem na Uniwersytecie Azorów. Naukę kontynuował na kursach podyplomowych w Wyższym Instytucie Ekonomii i Zarządzania w Lizbonie. Od 1989 zatrudniony w rządzie Azorów, a później w Trybunale Obrachunkowym. W 1991 związał się z firmą Unileite.
Sprawował mandat posła do Regionalnego Zgromadzenia Ustawodawczego Azorów. W wyborach w 2009 uzyskał mandat posła do Parlamentu Europejskiego z listy Partii Socjalistycznej. Zasiadł w grupie socjalistycznej oraz w Komisji Rozwoju Regionalnego.